# アンヘル・セルパ
- アンヘル・ゼルパ

アンヘル・デビッド・セルパ（Ángel David Zerpa, 1999年9月27日 - ）は、ベネズエラのグアリコ州バジェ・デ・ラ・パスクア出身のプロ野球選手（投手）。左投左打。MLBのカンザスシティ・ロイヤルズ所属。

## 経歴
2016年にアマチュア・フリーエージェントでカンザスシティ・ロイヤルズと契約してプロ入り。
2017年、傘下のルーキー級ドミニカン・サマーリーグ・ロイヤルズでプロデビュー。14試合（先発12試合）に登板して3勝4敗、防御率1.84、39奪三振を記録した。
2018年はルーキー級アリゾナリーグ・ロイヤルズでプレーし、11試合（先発7試合）に登板して3勝6敗、防御率3.88、34奪三振を記録した。
2019年はパイオニアリーグのルーキー級アイダホフォールズ・チュカーズとアパラチアンリーグのルーキー級バーリントン・ロイヤルズでプレーし、2チーム合計で13試合（先発12試合）に登板して6勝3敗、防御率3.40、55奪三振を記録した。
2020年は新型コロナウイルスの影響でマイナーリーグの試合が開催されなかったため、公式戦の登板は無かった。オフの11月19日にルール・ファイブ・ドラフトでの流出を防ぐために40人枠入りした。
2021年、マイナーではA+級クアッドシティーズ・リバーバンディッツ、AA級ノースウエストアーカンソー・ナチュラルズ、AAA級オマハ・ストームチェイサーズでプレーし、3チーム合計で22試合に先発登板して4勝4敗、防御率4.58、108奪三振を記録した。9月30日にメジャー初昇格し、同日のクリーブランド・インディアンス戦にて先発してメジャーデビュー（5回を2失点で敗戦投手）。この年のメジャー登板は上記の1試合のみだった。
2022年は3試合（先発2試合）に登板して2勝1敗、防御率1.64、3奪三振を記録した。
2023年は15試合（先発3試合）に登板して3勝3敗、防御率4.85、36奪三振を記録した。
2024年は60試合に登板して2勝0敗12ホールド、防御率3.86、49奪三振を記録した。

## 選手としての特徴
2024年よりツーシームを軸とした投球を見せている。

## 詳細情報

### 年度別投手成績
| 年 度    | 球 団    | 登 板 | 先 発 | 完 投 | 完 封 | 無 四 球 | 勝 利 | 敗 戦 | セ 丨 ブ | ホ 丨 ル ド | 勝 率 | 打 者 | 投 球 回 | 被 安 打 | 被 本 塁 打 | 与 四 球 | 敬 遠 | 与 死 球 | 奪 三 振 | 暴 投 | ボ 丨 ク | 失 点 | 自 責 点 | 防 御 率 | W H I P |
| -------- | -------- | ----- | ----- | ----- | ----- | -------- | ----- | ----- | -------- | ----------- | ----- | ----- | -------- | -------- | ----------- | -------- | ----- | -------- | -------- | ----- | -------- | ----- | -------- | -------- | ------- |
| 2021     | KC       | 1     | 1     | 0     | 0     | 0        | 0     | 1     | 0        | 0           | .000  | 20    | 5.0      | 3        | 0           | 1        | 0     | 0        | 4        | 0     | 0        | 2     | 0        | 3.60     | 0.80    |
| 2022     | KC       | 3     | 2     | 0     | 0     | 0        | 2     | 1     | 0        | 0           | .667  | 44    | 11.0     | 9        | 2           | 3        | 0     | 0        | 3        | 1     | 0        | 3     | 2        | 1.64     | 1.09    |
| 2023     | KC       | 15    | 3     | 0     | 0     | 0        | 3     | 3     | 0        | 2           | .500  | 182   | 42.2     | 46       | 7           | 8        | 0     | 4        | 36       | 1     | 0        | 24    | 23       | 4.85     | 1.26    |
| 2024     | KC       | 60    | 0     | 0     | 0     | 0        | 2     | 0     | 0        | 12          | 1.000 | 239   | 53.2     | 59       | 6           | 19       | 2     | 2        | 49       | 3     | 0        | 24    | 23       | 3.86     | 1.45    |
| MLB：4年 | MLB：4年 | 79    | 6     | 0     | 0     | 0        | 7     | 5     | 0        | 14          | .583  | 485   | 112.1    | 117      | 15          | 31       | 2     | 6        | 92       | 5     | 0        | 53    | 48       | 3.85     | 1.31    |

- 2024年度シーズン終了時

### 背番号
- 61（2021年 - ）